# Hardensetten
Hardensetten ist der flächengrößte Ortsteil der Gemeinde Bad Laer in Niedersachsen. Er hat 783 Einwohner (Stand 2006; spätere Statistiken fehlen).

## Geschichte
Hardensetten im Südwesten von Bad Laer an der Grenze zu Glandorf gelegen, wurde erstmals 1188 urkundlich als Harenseten erwähnt. Über die Grenzen der Gemeinde hinaus bekannt ist der Hardensettener Kreuzweg.

## Namensherkunft
Über die Bedeutung des Ortsnamens hat der Gemeindepfarrer Heinrich Schockmann (1937–1953 Pfarrer der Gemeinde) Nachforschungen angestellt. Die Endsilbe Setten oder Satten war ein noch im 20. Jahrhundert gebräuchlicher Begriff für eine Tonschüssel in die Milch zum Verrahmen gegossen wurde. Dieser Rahm, der sich absetzte, konnte später zu Butter verarbeitet werden. Eine Sedimentation, auch Absetzen ist daher die Bedeutung für Setten. Die Vorsilbe har bezeichnet eine trockene Sandbank, was den geologischen Merkmalen von Hardensetten entspricht.

## Ortsrat
Der Ortsrat, der den Ortsteil Hardensetten vertritt, setzt sich aus fünf Mitgliedern zusammen. Die Ratsmitglieder werden durch eine Kommunalwahl für jeweils fünf Jahre gewählt. Die aktuelle Amtszeit begann am 1. November 2021 und endet am 31. Oktober 2026.
Bei der Kommunalwahl 2021 ergab sich folgende Sitzverteilung:
| Ortsrat 2021Insgesamt 5 Sitze - Unabh.: 1 - FDP: 1 - CDU: 3 |